# Vịt cẩm thạch

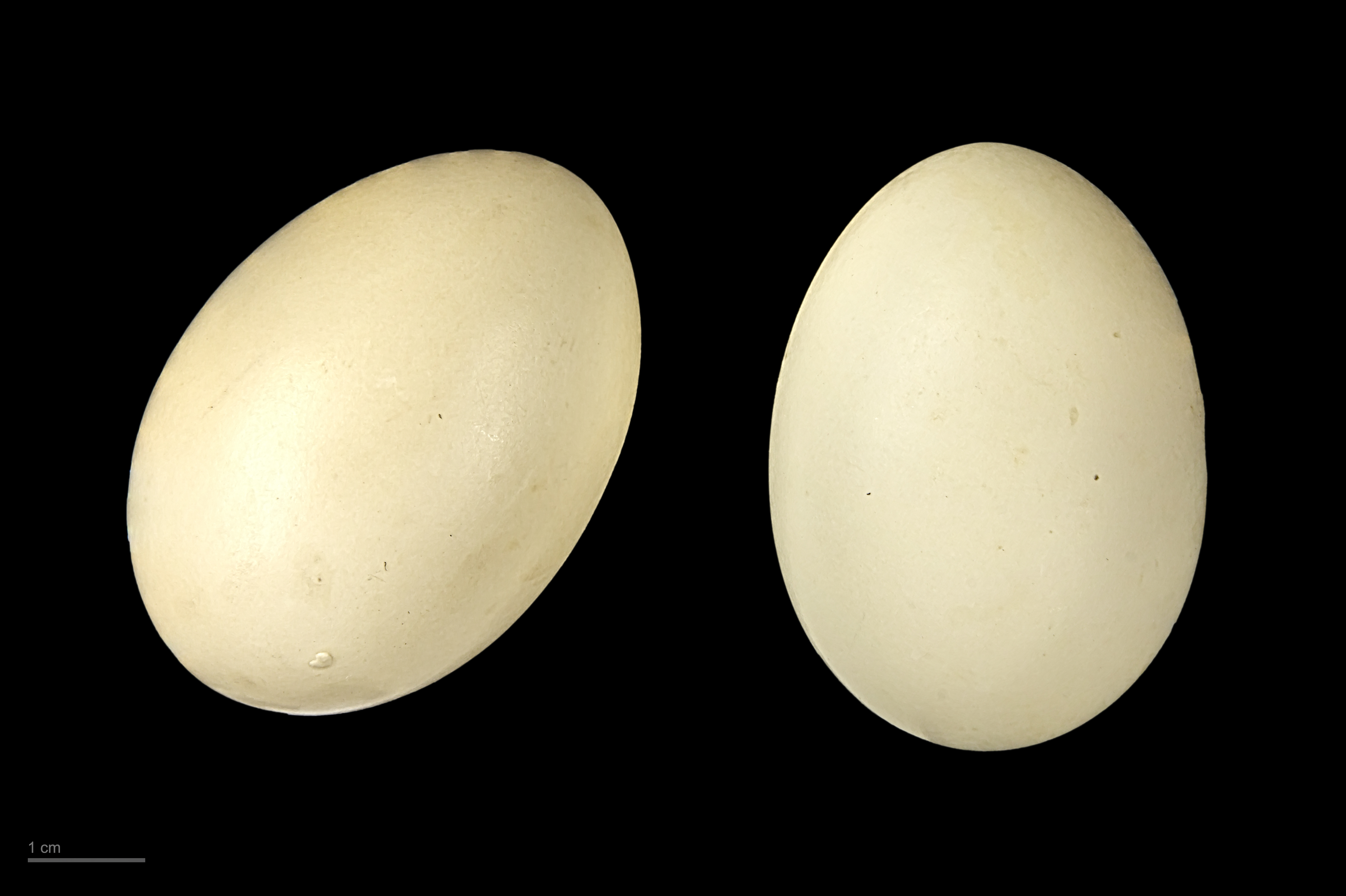
Marmaronetta angustirostris

Vịt cẩm thạch, tên khoa học Marmaronetta angustirostris, là một loài chim trong họ Vịt.
Loài vịt này trước đây là sinh sản với số lượng lớn ở khu vực Địa Trung Hải, nhưng hiện bị giới hạn một vài địa điểm ở miền nam Tây Ban Nha, phía tây bắc Phi và ở Israel. Ở phía đông nó sống sót trong các vùng đầm lầy Mesopotamia trong miền nam Iraq và trong Iran (đầm lầy Shadegan - địa điểm quan trọng nhất của thế giới), cũng như bị các nhóm biệt lập trong Thổ Nhĩ Kỳ, Armenia, Azerbaijan, Iraq và tiếp tục về phía đông ở miền tây Ấn Độ và miền tây Trung Quốc.